# یخچال طغرود
یخچال طغرود مربوط به سده‌های متأخر دوران‌های تاریخی پس از اسلام است و در شهرستان جعفرآباد، بخش مرکزی، روستای طغرود واقع شده و این اثر در تاریخ ۹ بهمن ۱۳۸۶ با شمارهٔ ثبت ۲۰۷۱۳ به‌عنوان یکی از آثار ملی ایران به ثبت رسیده است.